# Aeroport de Cork
L'Aeroport de Cork (en anglès: Cork Airport; en gaèlic irlandès: Aerfort Chorcaí) (codi  IATA: ORK - codi ICAO: EICK) és situat a 8 km al sud de Cork (Irlanda). És el tercer aeroport del país, per darrere dels aeroports de Dublín i Shannon. L'any 2006 va superar els 3 milions de passatgers.

## Història
El 1957, el Govern irlandès va decidir la construcció d'un aeroport per a la ciutat de Cork. Es van cercar diverses localitzacions per a la seva possible construcció, i es va escollir finalment la zona de Ballygarvan. L'aeroport va obrir les portes oficialment el 16 d'octubre de 1961, i va costar al voltant d'1 milió de lliures. En el seu primer any, hi van passar 10.172 passatgers, el que ara equival a un dia de tranquil·litat a l'aeroport. El 1969 la companyia Aer Lingus ja operava vols cap a Heathrow (Londres), Manchester i Bristol.
El 27 d'agost de 1970, a causa de les males condicions climatològiques dels aeroports de Shannon i Dublín, tres Boeing 707 (provinents de Nova York, Boston i Chicago) es van veure obligats a aterrar a Cork, cosa que va quedar com una anècdota per a la història. El 1972, va obrir la botiga Duty Free. Cap al 1975, Aer Rianta va decidir millorar l'aeroport en general i hi va construir noves sales d'arribades i sortides, una nova zona de facturació i altres infraestructures. La botiga Duty Free va ser ampliada el 1977.
A començaments dels anys 80, es va engrandir la pista. Així, van començar serveis cap a Gatwick (Londres) i Dublín. Aer Rianta va fer un altre pla d'eixamplament de l'aeroport el 1985, dividit en tres fases, la primera de les quals va completar-se el 1988, amb una ampliació de la Terminal 1. El 8 de juny de 1987, Ryanair va començar a operar a l'aeroport de Cork. Durant els anys 1991 i 1992 es van finalitzar les fases II i III de l'expansió de la terminal.

## Línies aèries de càrrega
- Bluebird Cargo (Colònia-Bonn, East Midlands, Edimburg, Keflavík)
- DHL (East Midlands), operat per Atlantic Express
- TNT (Dublín, Lieja-Bierset, Shannon)